# Diaphorus subsejunctus
Diaphorus subsejunctus är en tvåvingeart som beskrevs av Friedrich Hermann Loew 1866. Diaphorus subsejunctus ingår i släktet Diaphorus och familjen styltflugor. Inga underarter finns listade i Catalogue of Life.